# Kim Hunter
Kim Hunter (født Janet Cole 12. november 1922 i Detroit i Michigan, død 11. september 2002 i New York City i New York) var en amerikansk skuespiller.
For sin rolle som «Stella Kowalski» i filmen Omstigning til Paradis modtog hun i 1951 en Oscar for bedste kvindelige birolle. Hun har fået to stjerner på Hollywood Walk of Fame.